# Orkneyski otoci
Orkneyski otoci jedna su od 32 pokrajina Škotske. Orkney se sastoji od 70 malih otoka oko 16 km (oko 10 milja) sjeverno od Caithnessa na sjevernoj obali Škotske. Najveći otok u grupi je poznat kao Mainland (Glavno kopno), a 20-ak ih je stalno nastranjeno.
Administrativno središte Orkneya, Kirkwall, je na relativno uskom pojasu kopna koje spaja West Mainland i East Mainland. U njemu se nalazi Katedrala St. Magnusa, oko 8.500 stanovnika i velika luka. Jedini drugi burgh je Stromness na West Mainlandu, gdje ima samo 2.000 stanovnika. Treće najveće naselje (cca. 550 stanovnika) je St Margaret's Hope na South Ronaldsayu.

## Vanjske poveznice
- The Orkney Folk Festival
- Orkney Links Galore!  Arhivirana inačica izvorne stranice od 30. kolovoza 2005. (Wayback Machine)
- Orkneycommunities.co.uk, community news, pictures and websites